# پانچ (ابزار)

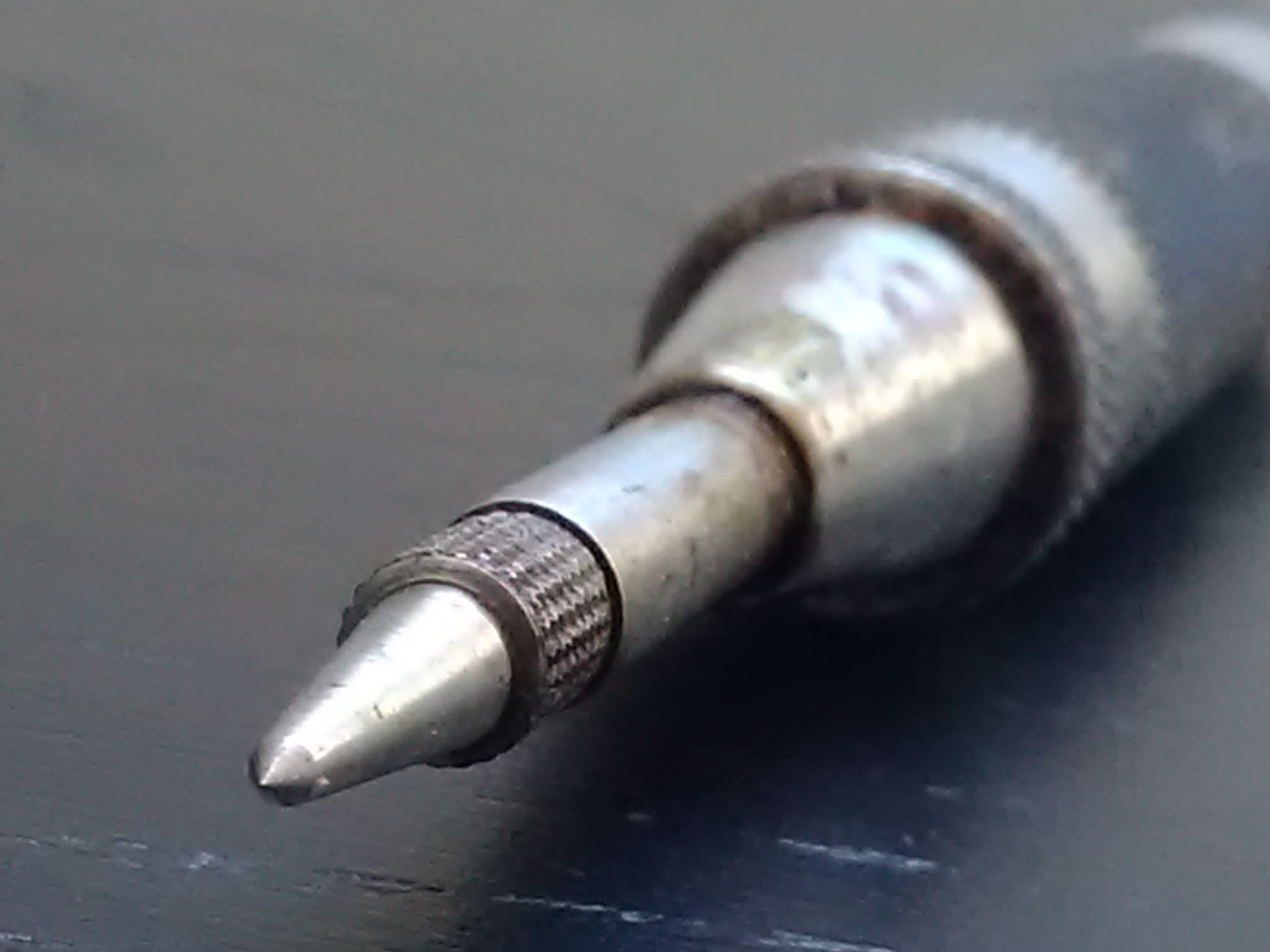
پانچ حکاکی

پانچ ابزاری است که برای سوراخ‌کاری یا ایجاد یک نشانه در سطح سخت به‌کار می‌رود.این ابزار‌ها معمولا از یک میله فلزی سخت با یک نوک باریک در یک سر و یک "لبه" پهن و صاف در سمت دیگر تشکیل شده اند. هنگام استفاده، اسر باریک به سطح هدف نشانه گذاشته می‌شود و سر پهن  با یک چکش یا پتک ضربه می‌خورد، که باعث انتقال نیروی خاموش ضربه از طریق بدنه میله و و تمرکز آن به شکلی تیزتر روی یک ناحیه کوچک می‌شود. به طور معمول، کارگران نجاری از یک چکش توپی برای زدن مشت استفاده می کنند.

## کاربرد
از پانچ ها برای سوراخ‌کاری، ایجاد نشانه‌ها، تراز کردن سوراخ‌ها، برش یا شکل دادن به فلز، یا تجمیع و تفکیک قطعات در کارگاه استفاده می‌شود.

## سنجاق

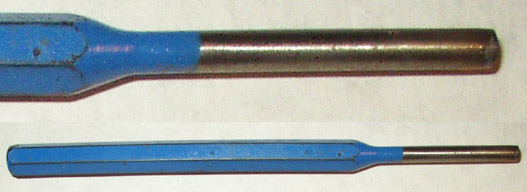
پانچ سنجاقی

ابزار پانپچ پین نیز برای فشار دادن سیم‌های فلزی و اتصال‌دهنده‌های مشابه به داخل یا خارج از سوراخ استفاده می‌شود.برای جداکردن این اتصال دهنده‌ها، ابتدا از پانچ استارتر استفاده کنید تا پین را شل کنید، سپس از پانچ پین برای پایان استفاده کنید.

## پانچ مرکزی

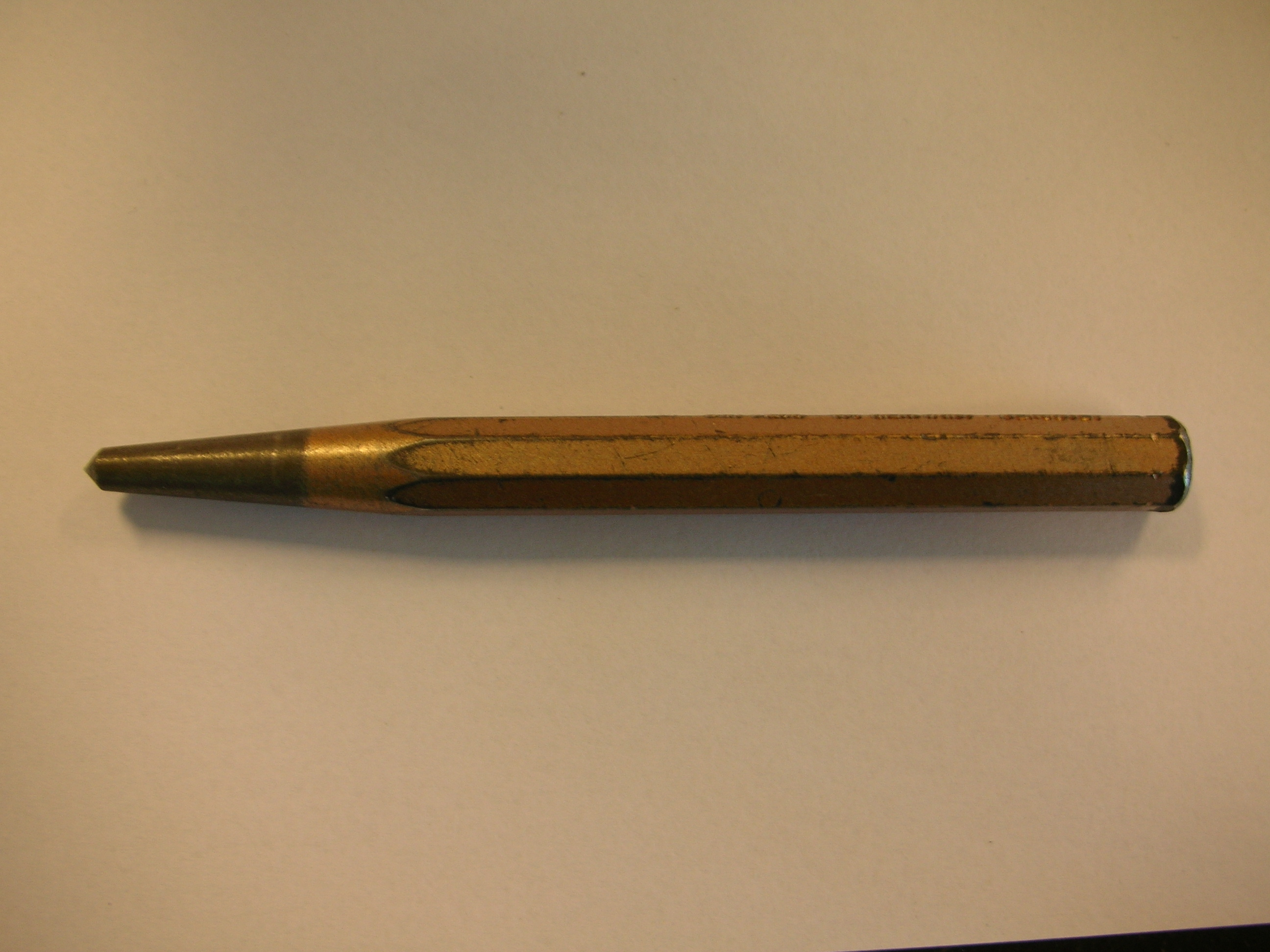
پانچ مرکزی

انچ مرکزی برای نشانه گذاری مرکز یک نقطه استفاده می شود. معمولاً برای نشانه گذاری مرکز یک سوراخ هنگام سوراخ‌کاری از پانچ مرکزی استفاده می شود. یک مته اگر در یک فرورفتگی شروع نشود، تمایل به "سرگردانی" دارد. پانچ مرکزی یک نشانه کافی را ایجاد می‌کند تا "راهنمای" نوک دیگر ابزاره حفره‌کاری باشد. نوک پانچ مرکزی دارای زاویه‌ای بین 60 تا 90 درجه است.  در حفره‌کاری‌های بزرگ‌تر،  که قر ابزار حفره‌کاری از اندازه اندازه‌گیری شده توسط پانچ مرکزی بزرگتر است، معمولاً حفره‌کاری یک سوراخ پایلوت نیاز است.
یک پانچ مرکزی خودکار بدون نیاز به چکش عمل می‌کند. این ابزار همان کارایی را که پانچ مرکزی معمولی دارد، انجام می‌دهد، اما بدون نیاز به ضربه زدن با چکش. از پانچ مرکزی خودکار برای ایجاد یک حفره شروع یا یک نشانه در سطح کاربری (مانند قطعه‌ای از فلز) استفاده می‌شود. این ابزار به منظور تشکیل یک حفره راهنما یا یک نشانه که مسیر حفره‌کاری را هدایت می‌کند، استفاده می‌شود. با فشار دادن و نگه داشتن دسته، فشار اعمال می‌شود و این باعث فشرده شدن فنر در داخل ابزار می‌شود. ابزار پانچ مرکزی خودکار اندازه‌گیری تقریباً مشابهی با پانچ مرکزی دستی دارد.

## پانچ خراش‌دار
پانچ خراش دار شبیه پانچ مرکزی است اما برای نشانه گذاری استفاده می شود.  نوک آن زاویه ای تیزتر دارد تا اندازه‌گیری عمق و عرض نشانه‌گذاری را افزایش دهد. این نشانه‌گذاری سپس با پانچ مرکزی برای حفره‌کاری بزرگتر شده‌است . زاویه نوک پانچ 60 درجه است (زاویه آن بستگی به این دارد که شخص از چه نوع پانچ پریک استفاده می کند).  همچنین به عنوان پانچ نقطه ای نیز شناخته می شود.

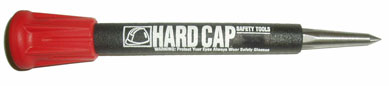
پانچ خراش‌دار

## پانچ انتقال

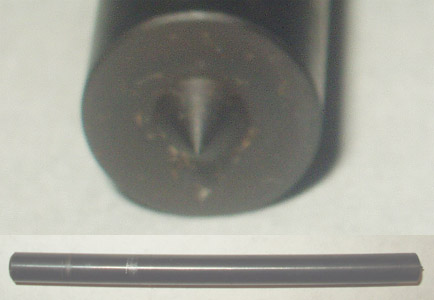
پانچ انتقالی

پانچ انتقالی ابزاری است (معمولاً در یک مجموعه دسته‌بندی شده) با قطر خارجی خاص که تمام طول پانچ (به جز نوک آن) را پوشش می‌دهد. این پانچ برای تطابق دقیق با تلورانس‌های یک سوراخ موجود استفاده می‌شود و هنگامی که ضربه زده می‌شود، مرکز آن سوراخ را با دقت به سطح دیگری منتقل می‌کند. این ابزار می‌تواند به عنوان مثال برای تکثیر الگوهای سوراخ در یک قطعه یا به دقت تنظیم مکان‌ها برای سوراخ‌های رزوه‌دار (ایجاد شده توسط مته‌کاری و قلاویزکاری) به منظور پیچ کردن یک شیء به سطح، استفاده شود.

## پانچ انحرافی
پانچ انحرافی به اشتباه نام‌گذاری شده است؛ این ابزار به معنای سنتی پانچ استفاده نمی‌شود. پانچ انحرافی، یا پین انحرافی، یا پانچ هم‌ترازی، به عنوان کمکی برای هم‌تراز کردن سوراخ‌های پیچ یا پرچ قبل از قرار دادن بست استفاده می‌شود. پانچ انحرافی به صورت یک میله مخروطی ساخته شده است، که چکش بر روی انتهای بزرگ‌تر مخروط عمل می‌کند. انتهای بلند یک پانچ انحرافی در سوراخ‌های پیچ نیمه‌تراز شده دو قطعه جداگانه قرار می‌گیرد و سپس در سوراخ رانده می‌شود. هنگامی که داخل می‌رود، مخروط دو قطعه را به تراز می‌کشاند و اجازه می‌دهد که بست به راحتی وارد شود. برخلاف بیشتر پانچ‌ها، نیرو هرگز (و نباید) به نوک یا انتهای پانچ انحرافی وارد شود.

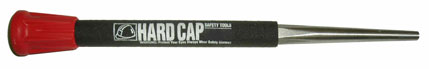
پانچ انحرافی

## پانچ‌های پین فنری
پانچ‌های پین فنری برای وارد کردن پین‌های فنری استفاده می‌شوند. پانچ‌های پین استاندارد هرگز نباید بر روی پین فنری استفاده شوند. به دلیل ساختار دیواره نازک و توخالی پین فنری، یک پانچ پین استاندارد اغلب انتهای پین را فرو می‌برد، خراب می‌کند یا دفرمه می‌کند یا داخل هسته توخالی پین فنری فرو می‌رود و در آن گیر می‌کند. هنگام انتخاب پانچ پین فنری، باید یکی را انتخاب کنید که بزرگتر از قطر فشرده پین نباشد. اگر پانچ بزرگتر از پین استفاده شود، فلز اطراف که پین در آن قرار دارد می‌تواند آسیب ببیند. همچنین، پانچ پین فنری نباید کوچکتر از قطر فشرده پین باشد. اگر این اتفاق بیفتد، ممکن است پانچ از مرکز توخالی پین فنری عبور کند.
پانچ‌های پین فنری با یک برجستگی کوچک در مرکز نوک پانچ طراحی شده‌اند تا محیط پین فنری را حمایت کنند. نوک‌های پانچ‌های پین فنری صاف نیستند و هرگز نباید بر روی پین‌های جامد معمولی استفاده شوند. اگر یک پانچ پین فنری بر روی یک پین جامد استفاده شود، آن پین را خراب یا علامت‌گذاری خواهد کرد.
اگر انتهای پانچ پین فنری آسیب ببیند یا دفرمه شود، باید دور انداخته شود. تقریباً غیرممکن است که نوک پانچ پین فنری را دوباره تیز کرده و برجستگی مرکزی آن را به درستی شکل داد.
هنگام استفاده از پانچ پین فنری، مطمئن شوید که محور ساق پانچ پین فنری با محور پین فنری در یک خط قرار دارد. پانچ پین فنری را به یک طرف خم نکنید. وقتی به پانچ پین فنری ضربه می‌زنید، مستقیماً به بالای سر آن ضربه بزنید. اگر به سر پانچ پین فنری با زاویه ضربه بزنید، ممکن است ساق آن خم شود.

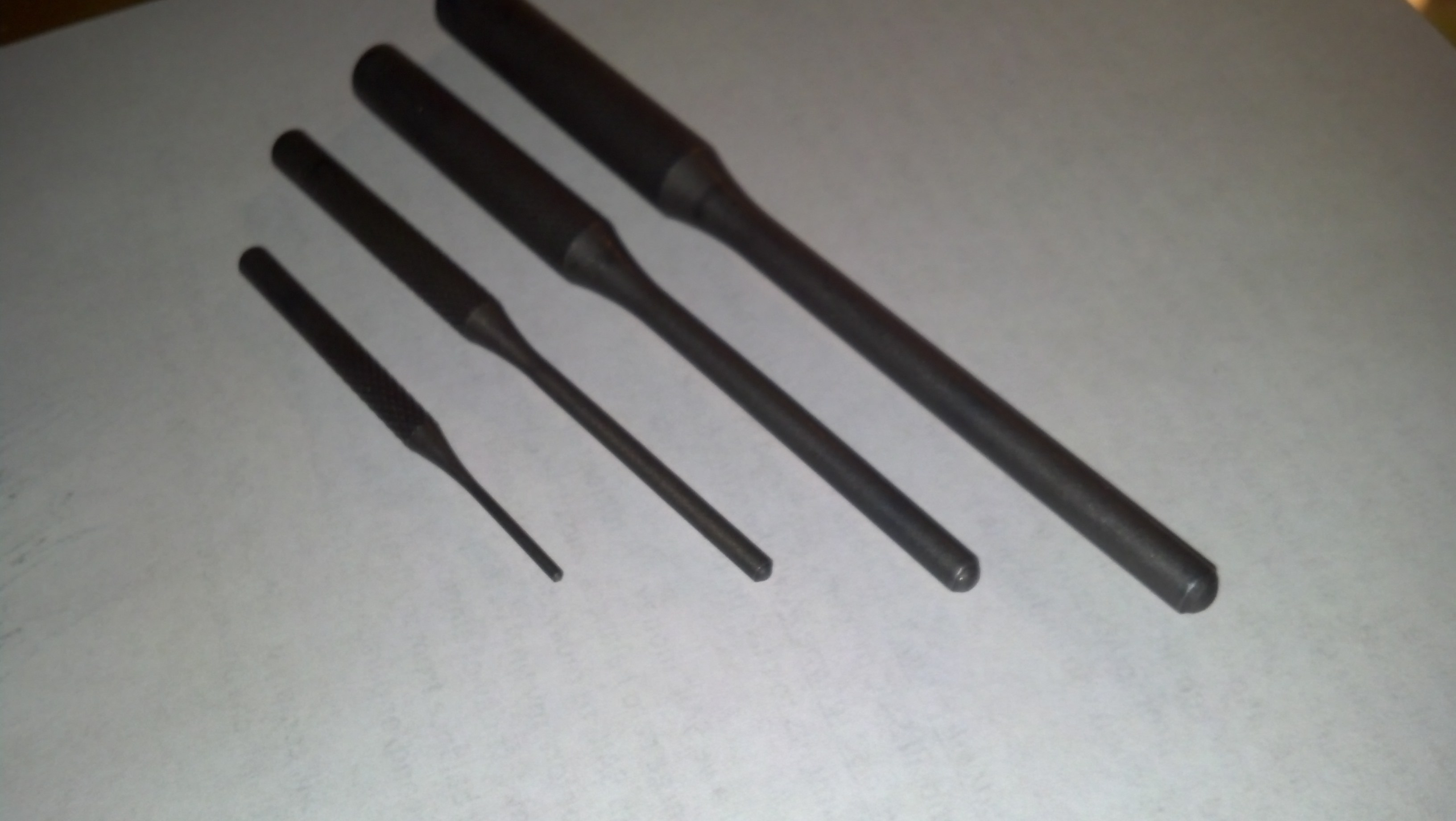
پانچ‌های پین فنری

## تزیینی
ززپانچ‌هایی با نقش تزئینی برای ایجاد الگوها یا تصاویر بر روی فلزات و مواد مختلف دیگر، به‌ویژه چرم، استفاده شده‌اند. در زرگری، صحافی کتاب و ساخت زره، این تکنیک "پوانتیله" نامیده می‌شود. در چاپ، پانچ‌ها برای ایجاد بیشتر تصویر در صفحات برای چاپ متال‌کات‌ها استفاده می‌شدند.

## پانچ‌های حروف
پانچ‌های حروف یا شماره که به عنوان مهرهای حروف یا شماره نیز شناخته می‌شوند، برای برجسته‌سازی نقش یک حرف یا عدد بر روی یک قطعه کار استفاده می‌شوند. آن‌ها بیشتر به صورت تصویر معکوس ساخته می‌شوند که این امر باعث می‌شود نتیجه به‌طور مستقیم قابل خواندن باشد، حتی اگر به صورت تصویر مثبت ساخته شده باشند. این در مورد ساخت قالب یا قالب‌سازی ضروری است و اطمینان می‌دهد که محصول نهایی قابل خواندن خواهد بود، زیرا قالب یک تصویر منفی است.

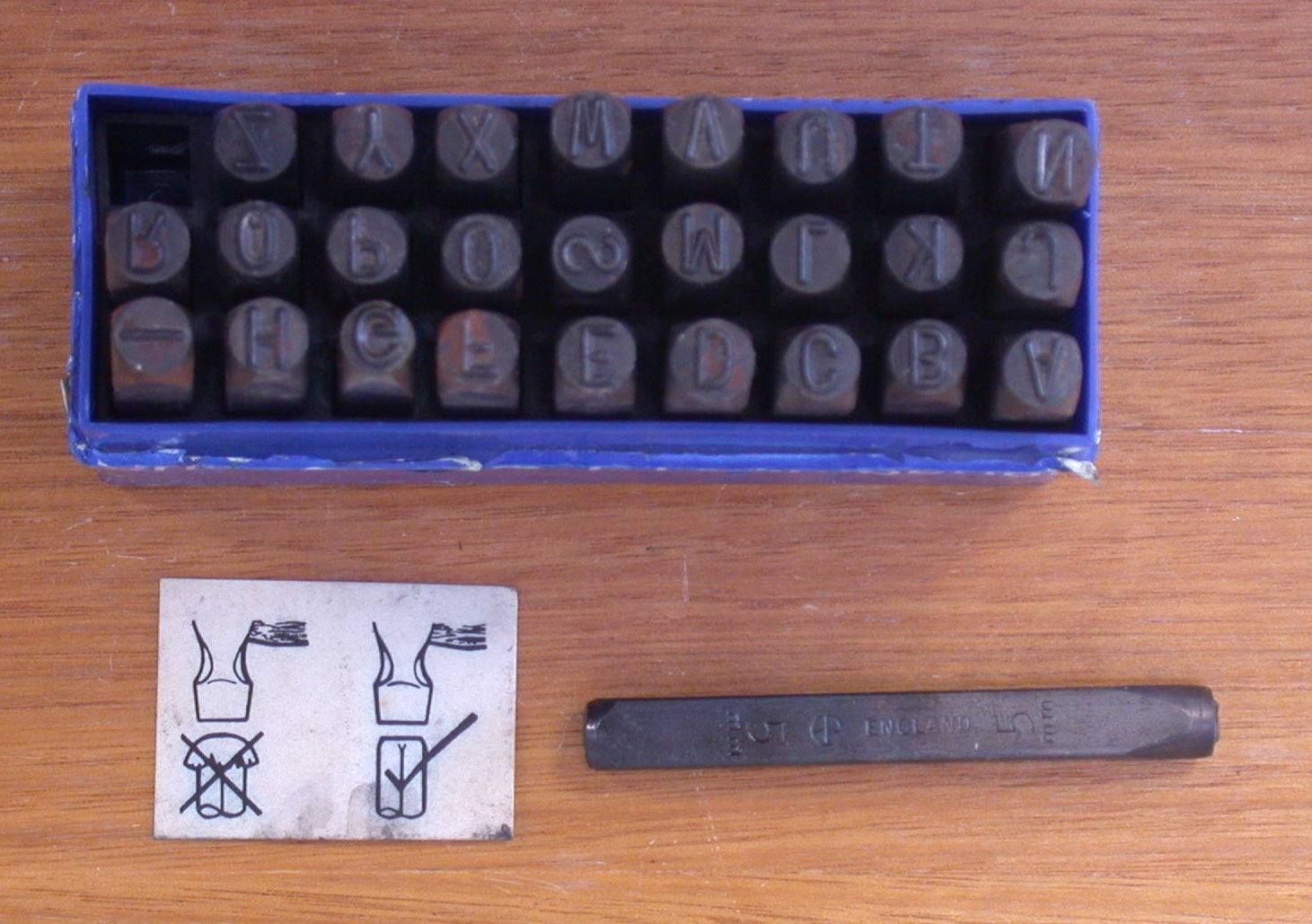
مهر‌های حروف

## پانچ عیار
مهرهای ساخته‌شده ویژه که برای ضرب زدن عیار فلز، سازنده، تاریخ تولید (که به عنوان حرف تاریخ نیز شناخته می‌شود)، شهر (یا شهرستان)، خلوص، یا دفتر سنجش استفاده می‌شوند، به منظور تأیید محتوای فلزات گرانبها مانند پلاتین، طلا و نقره.

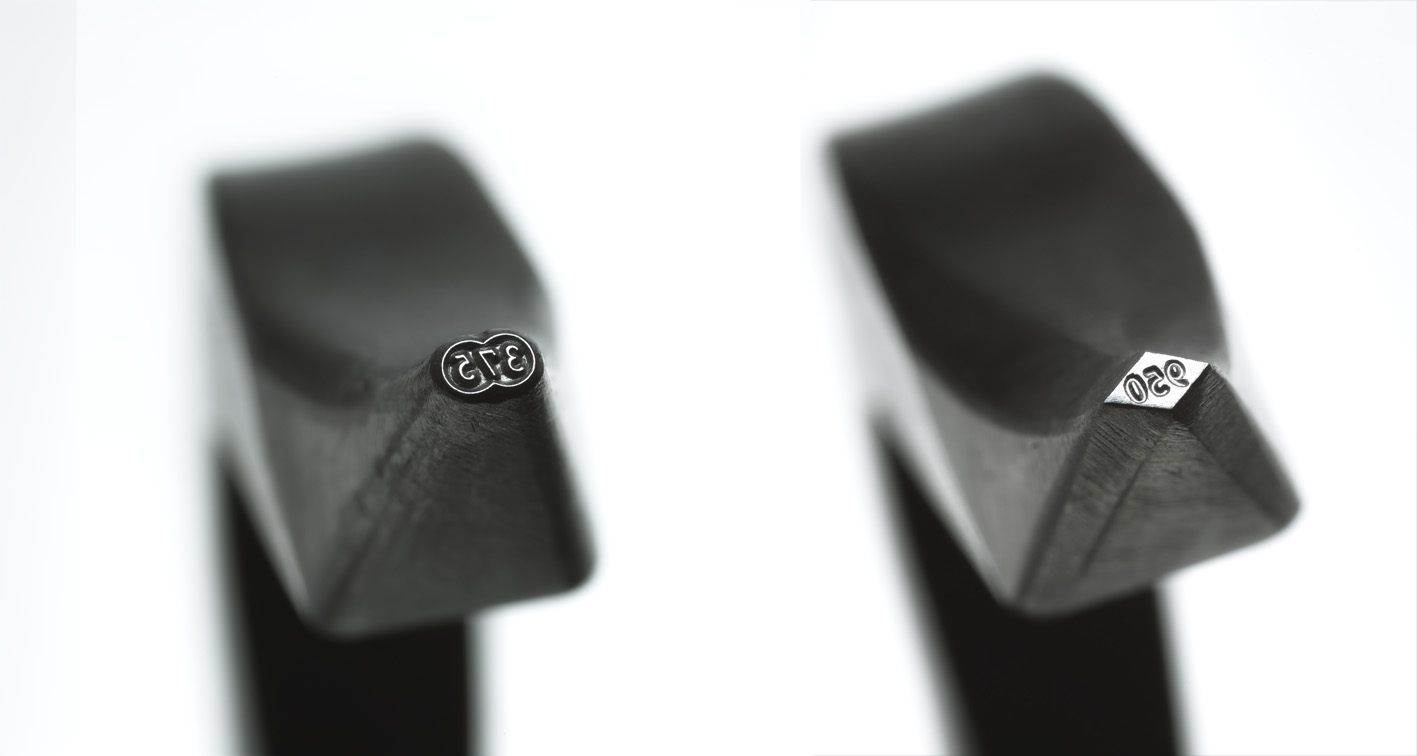
مهرهای عیار استرالیایی برای طلا (375) و پلاتین (950).

## پانچ پرس قرص
این پانچ‌ها بخشی از دستگاه پرس قرص هستند. برخلاف بیشتر پانچ‌ها، پانچ‌های پرس قرص دارای انتهایی مقعر به شکل قرص مورد نظر هستند. پانچ‌های پایینی و بالایی برای فشردن پودر در میان آن‌ها وجود دارند.

## جستار‌های وابسته
- پانچ میخ
- حروف تراشی
- پانچ کردن
- دستگاه پانچ